# 第3防空師団 (国家人民軍)
第3防空師団（ドイツ語: 3. Luftverteidigungsdivision, 3. LVD）は、国家人民軍航空軍（東ドイツ空軍）が有した主要な編成の1つ。航空軍及び防空軍司令部直属の部隊として運用された。

## 任務
第3防空師団の任務は、「ドイツ民主共和国北部領空の防衛」(Sicherung des nördlichen Luftraums der DDR)と定められていた。

## 歴史
1956年9月26日、兵営人民警察時代の第2航空隊(2. Aeroklub)を母体として設置された。当初、部隊の名称は第3航空師団(3. Fliegerdivision)で、師団司令部および参謀部はコトブス＝ドレヴィッツ飛行場に設置されていた。やがて規模の拡大と共に第3戦闘機師団(3. Jagdfliegerdivision)の名称を経て、1961年12月に第3防空師団となった。これにあわせて師団司令部および参謀部はトロレンハーゲン近くのノイブランデンブルク空港に移った。またノイブランデンブルクから離れたケルピンには、有事における司令部代替施設として第33師団指揮所(Divisions-Gefechtsstand 33, GS-33)が設置されていた。
1990年、共和国の崩壊を経て国家人民軍の解散が決定する。その中で第3防空師団も解隊した。

### 歴代師団長
| 氏名・階級                                        | 任期            | 備考                                                                              |
| ------------------------------------------------- | --------------- | --------------------------------------------------------------------------------- |
| ヴォルフガング・ラインホルト中佐                  | 1956年 - 1957年 | 後の航空軍司令官                                                                  |
| マンフレート・ランゲ少佐(Manfred Lange)           | 1957年 – 1958年 | 1957年8月31日まで代行(M.d.F.b.)。1958年3月1日から中佐。                           |
| ジークフリート・ハウフェ中佐(Siegfried Haufe)     | 1959年 – 1960年 | 後に大佐、国家人民軍語学教育研究所(NVA-Institut für Sprachausbildung)司令官。     |
| マンフレート・ラング中佐                          | 1961年 – 1966年 | 1963年3月1日から大佐。                                                            |
| ハインツ・ベーム大佐(Heinz Böhm)                  | 1966年 – 1970年 | 後に少将、フリードリヒ・エンゲルス軍事大学航空軍部長(LSK/LV MAK Friedrich Engels) |
| クルト・ラップマン少将(Kurt Rappmann)             | 1970年 – 1972年 |                                                                                   |
| ギュンター・オルデンブルク大佐(Günther Oldenburg) | 1972年 – 1981年 | 1974年10月7日から少将。                                                           |
| ハンス・パーチュ大佐                              | 1981年 – 1982年 | 代行(M.d.F.b.)                                                                    |
| ロルフ・ベルガー大佐                              | 1982年 – 1985年 | 1984年3月1日から少将。                                                            |
| ベルント・シュヴィッパー大佐(Bernd Schwipper)     | 1985年 – 1990年 | 1988年3月1日から少将。                                                            |

## 編成
第3防空師団は下級編成として次のような部隊および部局を含んだ。
- 第33師団指揮所(GS-33) - ケルピン
- 第2戦闘航空団「ユーリイ・ガガーリン」（ドイツ語版）(Jagdfliegergeschwader 2, JG-2) - トロレンハーゲン飛行場
- 第9戦闘航空団「ハインリッヒ・ラウ」（ドイツ語版）(JG-2) - ペーネミュンデ飛行場（ドイツ語版）
- 第43高射ロケット旅団「エーリッヒ・ワイネルト」(43. Fla-Raketenbrigade, 43. FRBr) - ザーニッツ
- 第13高射ロケット連隊「エトカー・アンドレ」(Fla-Raketenregiment 13, FRR-13) - パルヒム
- 第23高射ロケット連隊「ルドルフ・ブライチェアイト」(FRR-23) - シュトルベルク
- 第23通信技術大隊「リスロッテ・ヘルマン」(Funktechnisches Bataillon 23, FuTB-23) - プラーグスドルフ
- 第33通信技術大隊「フリッツ・ベーン」(FuTB-33) - プダグラ
- 第43通信技術大隊(FuTB-43) - パルヒム
- 第33情報大隊「マックス・クリスティアンゼン＝クラウゼン」(Nachrichtenbataillon 33, NB-33) - トロレンハーゲン
- 第33評価計算および情報群(Auswerte-, Rechen- und Informationsgruppe 33) - ケルピン
- 第33化学工兵装備保管庫(Chemisches und Pioniergerätelager 33) - アルトヴァルプ
- 第33高射ミサイル作業所(Fla-Raketenwerkstatt 33) - シュトルベルク
- 第33通信測定作業所/倉庫(Funkmeßwerkstatt/Lager 33) - トロレンハーゲン
- 第33通信訓練中隊(Funktechnische Ausbildungskompanie 33, FuTAK-33) - アルトヴァルプ
- 第33通信妨害中隊(Funktechnische Stör-Kompanie 33, FuTSK-33) - ブルク＝シュターガルト
- 第33車両輸送中隊(Kfz-Transportkompanie 33, KfzTK-33) - アルトヴァルプ
- 第33車両整備場/車両機材基地(Kfz-Werkstatt und Kfz-Gerätelager 33) - アルトヴァルプ
- 第33弾薬集積所(Munitionslager 33) - アルトヴァルプ
- 航空軍及び防空軍軍楽隊(Musikkorps der LSK/LV) - トロレンハーゲン
- 第33情報および航空管制訓練中隊(Nachrichten- und Flugsicherungs-Ausbildungskompanie 33) - レックニッツ
- 第33情報および航空管制作業所(Nachrichten- und Flugsicherungs-Werkstatt, NFW-33) - レックニッツ
- 第33酸素生産・供給隊(Sauerstoffgewinnungs- und Versorgungseinrichtung 33) - トロレンハーゲン
- 第33幕僚中隊(Stabskompanie 33) - トロレンハーゲン
- 第33連絡飛行隊(Verbindungsfliegerkette 33) - トロレンハーゲン
- 第33供給倉庫(Versorgungslager 33) - アルトヴァルプ
- 第33擬似標的飛行隊(Zieldarstellungskette 33, ZDK-33) - ペーネミュンデ
- 第33化学防護小隊(Zug der Chemischen Abwehr 33) - ケルピン